# Мочиоци (Шипово)
Мочиоци су насељено мјесто у општини Шипово, Република Српска, БиХ. Према попису становништва из 1991. у насељу је живјело 17 становника.

## Становништво
Према попису становништва из 1991. године, мјесто је имало 17 становника.
| Националност       | 1991.       | 1981. | 1971. |
| Срби               | 14 (82,35%) |       |       |
| остали и непознато | 3 (17,65%)  |       |       |
| Укупно             | 17          | '     | '     |